# ماريا رينيه كورا
ماريا رينيه كورا (بالإسبانية: Maria Renee Cura)‏ كانت كاتبة وعالِمة أرجنتينية؛ وهي مؤسِّسةُ مركز أناند بهافان وهو مركزُ الدراسات اللاهوتية الذي يقعُ في مسقط رأسها تشيفيلكوي في بوينس آيرس بالأرجنتين.

## السيرة الذاتيّة
قامت كورا طوال مسيرتها المهنيّة بتأليفِ العديد من الكتب لعل أبرزها كتابُ جزر فوكلاند والقارة القطبية الجنوبية (بالإسبانية: Islas Malvinas y Antártida Argentina)‏، وكتاب جُزر فوكلاند (بالإسبانية: Islas Malvinas)‏ فضلًا عن الكتاب المعنونِ باسمِ جورجيا (بالإسبانية: Georgias)‏. ترجمت ماريا رينيه كورا كتاب خطاباتٌ إلى الشباب (بالإنجليزية: Letters to the Young people)‏ للسياسيّة الهنديّة أنديرا غاندي، وبدأت بحلول عام 1987 في نشرِ مجلة كانت تُوزّع محليًا لكنها توقفت عن النشرِ والتوزيع بعد وفاتها. كانت أيضًا رئيسةً لمؤسَّسة الجنوب (بالإنجليزية: South Foundation)‏ التي أسَّستها الكاتبة والمُفكِّرة الأرجنتينيّة فيكتوريا أوكامبو؛ واحتفظت بعلاقاتٍ وثيقةٍ معَ المفكرة الأرجنتينية فيكتوريا وكذا معَ أنديرا غاندي رئيسة وزراء الهند سابقًا. منحتها حكومة الهند رابع أعلى وسام مدني لبادما شري وذلك في عام 1984. تُوفيّت ماريا رينيه كورا في 12 تمّوز/يوليو عام 2007.